# Мемуары (Маргарита де Валуа)
«Мемуары» (фр. Mémoires) — книга воспоминаний Маргариты де Валуа, королевы Наваррской, впервые опубликованная в 1628 году. Является ценным источником данных о последних Валуа и о гугенотских войнах.

## История текста
Изначально Маргарита де Валуа хотела только подготовить набор поправок к собственной биографии, написанной Пьером де Брантомом (конец 1593 года). Однако постепенно она увлеклась работой и решила создать полноценную автобиографию. Этот замысел не был доведён до конца: автор дошёл только до событий зимы 1581—1582 годов.
Сохранились шесть рукописей первой половины XVII века с текстом «Мемуаров». Книга была впервые издана в Париже в 1628 году, после смерти автора. В 1641 году увидели свет переводы на английский и итальянский языки.